# المجلس الدولي للمبادرات المحلية البيئية
الحكومات المحلية من أجل الاستدامة (اختصارًا ICLEI) هي منظمة دولية للحكومات المحلية والمنظمات الحكومية المحلية الوطنية والإقليمية التي التزمت بالتنمية المستدامة.
تأسس في عام 1990 باسم المجلس الدولي للمبادرات البيئية المحلية (بالإنجليزية: International Council for Local Environmental Initiatives)‏، تأسست الرابطة الدولية عندما اجتمعت أكثر من 200 حكومة محلية من 43 دولة في مؤتمرها الافتتاحي، المؤتمر العالمي للحكومات المحلية من أجل مستقبل مستدام، في الأمم المتحدة في نيويورك في سبتمبر 1990.
اليوم، تضم أكثر من 1750 مدينة وبلدة ومقاطعة وجمعياتهم في 84 دولة. تعمل هذه المنظمة مع هذه المئات من الحكومات المحلية الأخرى من خلال الحملات والبرامج الدولية القائمة على الأداء والموجهة نحو النتائج. وهي تقدم خدمات الاستشارات الفنية والتدريب والمعلومات لبناء القدرات وتبادل المعرفة ودعم الحكومة المحلية في تنفيذ التنمية المستدامة على المستوى المحلي. الفرضية الأساسية للمنظمة هي أن المبادرات المصممة محليًا يمكن أن توفر وسيلة فعالة من حيث التكلفة لتحقيق أهداف الاستدامة المحلية والوطنية والعالمية.

## روابط خارجية
- الموقع الرسمي